# Sant Mateu de Riudecanyes
Sant Mateu de Riudecanyes és una església de Riudecanyes (Baix Camp) inclosa a l'Inventari del Patrimoni Arquitectònic de Catalunya.

## Història
La parròquia ja estava en funcionament a mitjan segle xiii, com ho prova el primer manual notarial de la parròquia que s'ha conservat, de l'any 1263. Els anys 1279 i 1280 el rector Rivo Cannarum pagà 62 sous en concepte de dècima papal. L'església de Riudecanyes, a finals del segle xv, era de col·lació de l'arquebisbe de Tarragona. Entre els segles xiii i xvi sembla que la parròquia de Riudecanyes, si més no pel que fa a la notaria, estava unida a la dignitat de sagristà de la canònica d'Escornalbou. Esglésies sufragànies de Riudecanyes foren el 1751 les de Sant Joan de Vilanova d'Escornalbou, Sant Joan de l'Arbocet, Masmunter i Segura. El temple actual s'inicià el 1582 i fou acabat el 1598. S'efectuaren reformes parcials els anys 1680 i 1698 i a la porta lateral, feta tota de pedra i d'estil renaixentista, hi figura la data de 1682. L'altar major, construït el 1602, fou destruït el 1936. De l'església vella, alçada al mateix lloc, es conserven alguns fragments d'escultures, lloses d'enterrament amb relleus i esteles funeràries; totes fetes de pedra i actualment conservades al museu del Centre Cultural, a cal Brocà.

## Descripció
El temple és renaixentista, amb obra de paredat amb reforços de carreus a les arestes. És una església d'una sola nau coberta amb volta de canó i capelles laterals, la major coberta i amb volta gallonada. Trobem una porta tancada al costat de l'epístola amb frontó, una fornícula avui buida i un arc de mig punt decorat de forma molt senzilla, flanquejat per dues pilastres jòniques sobre plint amb decoracions de volutes als laterals. Actualment està bastant malmesa, especialment a la base. A la façana principal hi ha una porta allindanada d'època més moderna. Hi ha una espadanya sobre la façana, i la torre del campanar a la zona dels peus, al costat de l'epístola.